# Revolució Islàmica de les noies del carrer
La Revolució Islàmica de les noies del carrer (en persa: دختران خیابان انقلاب) és el nom d'una sèrie de protestes contra l'ús del hijab obligatori a la República Islàmica de l'Iran. Les protestes foren inspirades per Vida Movahed (persa: ویدا موحد), una dona iraniana coneguda com la noia del Carrer Revolució Islàmica (en persa: دختر خیابان انقلاب) que a l'inici de les protestes iranianes de 2017-2018 es va enfilar a una caixa elèctrica del carrer, es va treure el hijab i, lligant-lo a un pal, va començar a onejar-lo. Algú va penjar l'escena a internet i es va tornar viral, després d'això va ser detinguda i alliberada temporalment sota fiança un mes després, el 28 de gener de 2018.

## Context històric
Abans de la Revolució islàmica de 1979, durant el regnat de Mohammad Reza Pahlavi, l'últim xa de Pèrsia, el hijab no era obligatori, algunes dones iranianes en aquest període usaven una espècie de mocador al cap o xador. Després de la Revolució islàmica, el hijab gradualment es va tornar obligatori. El 1979, l'aiatol·là Ruhollah Khomeini va anunciar que les dones haurien d'observar el codi de vestimenta islàmic; la seva declaració va provocar manifestacions que van ser satisfetes per les garanties del govern que la declaració era només una recomanació. Posteriorment, el 1980, el hijab es va tornar obligatori al govern i les oficines públiques, i el 1983 es va fer obligatori per a totes les dones.
El 2018, el president Hassan Rouhani va donar a conèixer una enquesta duta a terme pel govern que va revelar que el 49.8% dels iranians estaven en contra del hijab obligatori. L'informe va ser publicat pel Centre d'Estudis Estratègics, el braç de recerca de l'oficina del president iranià, i es va titular «Informe de la primera reunió especial hijab» el juliol de 2014 en format PDF. El 2 de febrer del 2018, una enquesta duta a terme pel Centre d'Estudis Internacionals i de Seguretat de Maryland (CISSM) va mostrar que uns quants iranians estaven d'acord amb «canviar el sistema polític de l'Iran o relaxar l'estricta llei islàmica».
L'Iran és l'únic país del món que exigeix que les dones no musulmanes facin servir mocador al cap. Per exemple, el gener de 2018, una dona músic xinesa va ser velada per força enmig del seu concert.

## Marc normatiu
Al Dret islàmic iranià sorgit de la Revolució islàmica de 1979, l'article 638 del cinquè llibre del Codi Penal Islàmic, que s'anomena de sancions i amonestacions dissuasives, les dones que no usen el hijab poden ser empresonades des de deu dies fins a dos mesos i/o al pagament d'una multa que oscil·la entre els 50.000 i els 500.000 rials. Les multes es tornen a calcular als tribunals en funció de la inflació ja que el valor dels rials iranians disminueix cada any des de 1979. L'Institut d'Informació Legal de l'Escola de Dret de Cornell va traduir el llibre a l'anglès i pocs després el va publicar.
L'article 639 del mateix llibre diu que si l'il·lícit el realitzen dues persones hauran de ser sentenciades a penes d'un a deu anys de presó, tant la persona que estableix o dirigeix un acte d'immoralitat o prostitució com la que facilita o encoratja les persones a cometre immoralitat o prostitució. Aquestes són algunes de les lleis per les quals algunes manifestants van ser acusades.

## Fets
A finals del 2017, veient com les protestes de crítica contra el govern per la falta de perspectives econòmiques s'escampaven per l'Iran, Vida Movahedi, una jove de 31 anys, va decidir unir-s'hi. El 27 de desembre de 2017 va pujar a una caixa del sistema elèctric present al carrer, es va treure el hijab i després de lligar-lo a un pal, va començar a onejar-lo com a bandera. Algú va penjar l'escena a internet i, en pocs minuts, Movahedi va ser detinguda i alliberada posteriorment, però la seva acció va ser imitada per més d'una de les seves compatriotes.

### Rèpliques
Almenys 29 dones van ser detingudes per les forces de seguretat iranianes per sumar-se a l'onada de protestes contra l'obligatorietat d'utilitzar el hijab, una peça musulmana que cobreix parcialment el cap. L'1 de febrer de 2018 l'activista dels drets humans Shima Babaei (persa: شیما بابایی) va ser una de les persones arrestades per treure's el hijab davant d'un tribunal.
El 15 de febrer de 2018, una altra dona, Azam Jangravi (persa: اعظم جنگروی), va replicar la mateixa protesta i al mateix lloc fins que la policia la va reduir per la força, tal com es va poder veure en fotos i vídeos que es van compartir per xarxes socials. D'acord amb la seva última foto d'Instagram, va dir que formava part de les dones iranianes reformistes i càrrecs del Partit de la Construcció i que no havia rebut ordres de ningú de l'interior ni de fora del país, així com que ho havia fet per a protestar contra el hijab obligatori.
El govern iranià també va detenir a Maedeh Hojabri, una jove instagramer, el delicte del qual era senzillament ballar sense hijab. Havia pujat més de 300 vídeos interpretant danses tradicionals i altres de modernes, com qualsevol adolescent. La periodista i activista iraniana Alinejad Masih va denunciar al seu compte la detenció de Hojabri i en poques hores s'havia fet viral el que va provocar un rebuig general a tot el planeta per aquesta acció de les autoritats iranianes.